# Pure Smokey
«Pure Smokey» es una canción del músico británico George Harrison publicada en el álbum de estudio Thirty Three & 1/3. La canción fue el segundo tributo de Harrison al cantante de soul Smokey Robinson, después de «Ooh Baby (You Know That I Love You)» un año antes. Harrison citó con frecuencia a Robinson como uno de sus vocalistas y compositores favoritos, y su grupo The Miracles tuvo una influencia similar en The Beatles durante la década de 1960. En la letra, Harrison da gracias por el regalo que supone la música de Robinson, mientras hace una declaración sobre la importancia de expresar aprecio y gratitud y de no olvidar hacerlo para luego lamentarlo. El título de la canción procede de uno de los discos del músico, titulado Pure Smokey.
Harrison grabó «Pure Smokey» en su estudio de Friar Park en Oxfordshire. El músico Tom Scott proporcionó asistencia en la producción y también en la grabación junto a Richard Tee, Willie Weeks y Alvin Taylor. Los críticos musicales reconocieron a la canción como superior a «Ooh Baby», debido en parte a su mayor elaboración musical. Al respecto, Simon Leng vio la canción como la excursión más exitosa de Harrison en el género de la música soul. «Pure Smokey» apareció como cara B del sencillo de Thirty Three & 1/3 en el Reino Unido, una versión del tema de Cole Porter «True Love».

## Personal
- George Harrison: voz, guitarra eléctrica y coros
- Willie Weeks: bajo
- Alvin Taylor: batería
- Tom Scott: saxofón
- Richard Tee: piano eléctrico